# استرخاء

من حقائق الحياة الرئيسية أن كل إنسان يجرب الضغط النفسي أو التوتر أو القلق كجزء من وجوده. وتكون الخبرة بسيطة وتمر بسرعة في بعض الأحيان، وتكون مؤلمة في شدتها، وقد تستمر فترات طويلة.. وبالرغم من أن الناس جرّبوا هذه المشاعر على الدوام، يعتقد البعض أن طبيعة الحضارة والتكنولوجيا الراهنتين، قد تتسبب في تصاعد توترنا وقلقنا بمعدل أسرع من معدل قدرتنا على تدبرهما. ويستحيل معرفة مدى صحة هذا. ولكن الحقيقة الثابتة هي أن هذه الخبرات جزء من عيشنا. وقد طوّر علماء النفس طرقاً عديدة لمعالجة القلق والمشكلات المرتبطة به لدى الأشخاص الذين يطرقون أبوابهم للمساعدة. ويوجد أساليب كثيرة لتخفض الضغط النفسي والتوتر والقلق منها الاسترخاء ألا و هو موضوع هذه المقالة.

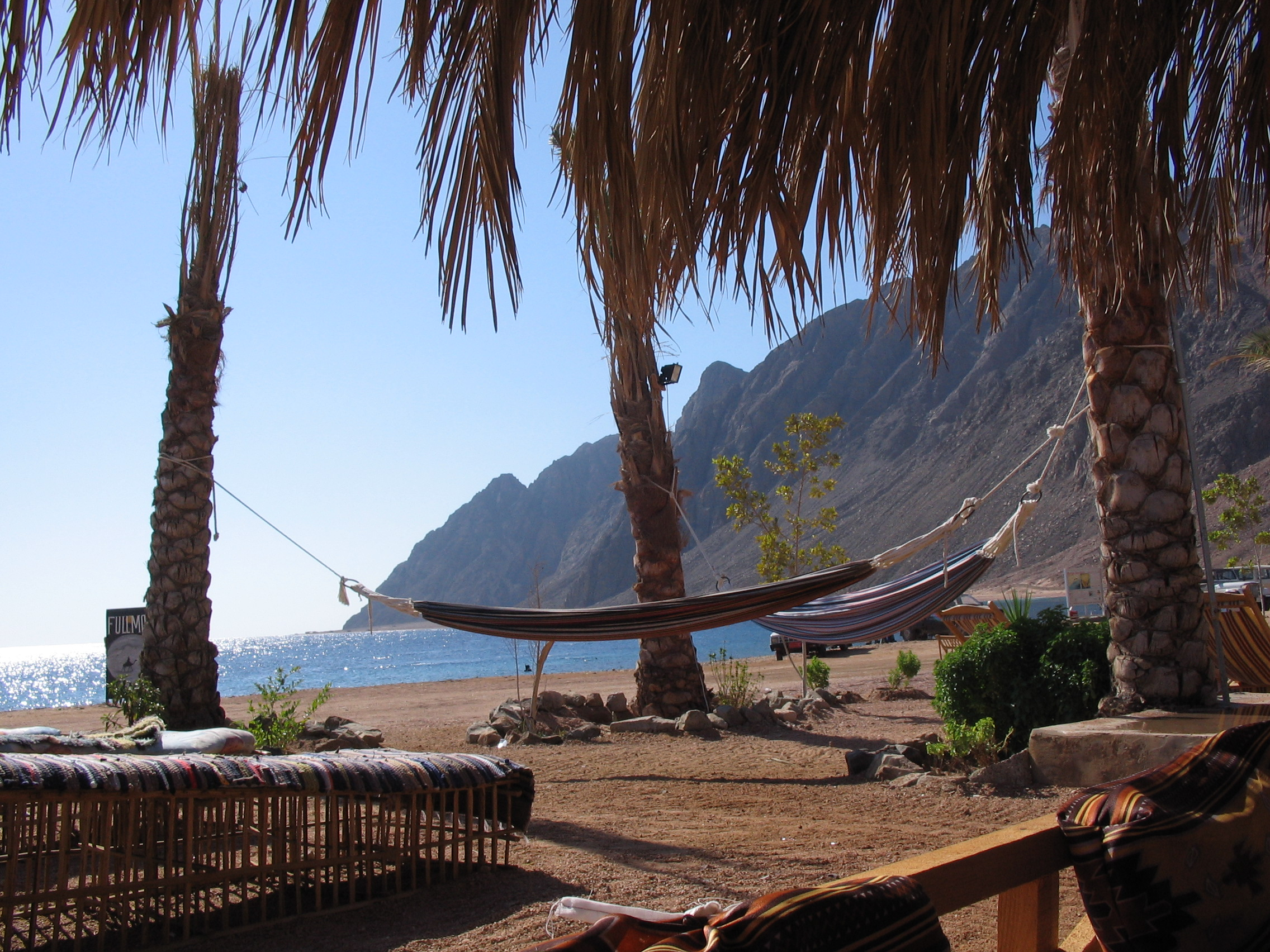
أرجوحة شبكية على شاطئ مشمس في منتجع.

## تعريف الاسترخاء
نقيض التوتر (عدم الاستقرار... الاضطراب الانفعالي... القلق) الذي تصاحبه مظاهر لأبرز الضغوط التي تواجه الإنسان والتي يصاحبها زيادة في الأنشطة العضلية تتركز في الجبهة، الرقبة، المفاصل والركبتين، والعضلات الباسطة والظهر بل وحتى عضلات الأعضاء مما يضعف قدرة الشخص على التوافق والنشاط والتركيز، كالمعدة والقفص الصدري. وتنهار مقاومته على الاستمرار بنشاطاته اليومية حتى.
الاسترخاء: هو التوقف الكامل لكل الانقباضات والتقلصات العضلية المصاحبة للتوتر والاسترخاء يختلف عن الهدوء الظاهري أو حتى النوم، فكثيراً ما نجد شخصًا ما يرقد على سريره لساعات طويلة لكنه لا يكف عن إبداء عدم الاستقرار الحركي، والتقلب المستمر، والأفكار والصراعات النفسية.
ويعرف الاسترخاء بأنه ارتخاء العضلات وذلك يعني التوقف التام لكافة تلك الانقباضات العضلية فلا يكون للعضلة أي مقاومة للشد وتصبح ساكنة مسترخية.

## تمارين الاسترخاء
تهدف تمارين الاسترخاء إلى اكتساب الإدراك الحسي، لأن المشاعر والأحاسيس أمور غامضة وغير مميزة إلا أنه بعد تنفيذ بعض هذه التمارين تصبح الاحاسيس أكثر وضوحا وتحديدا، وخاصة إذا كان التمرين مستمر، ويجب على الموقف العام للعقل وهو ينجز التمارين أن يكون متساهلا، دون أن يحاول الإسراع والاندفاع، ويجب ان تنجز التمارين على
نحو جسدي بسهولة، وأسلوب فاتر بطيء، بحيث يبقى العقل منتبها تماما.

### الحالات التي تستفيد من تمارين الاسترخاء
يوجد عدد من الحالات التي تستفيد من مثل هذه التدريبات والجلسات.. ومنها حالات الشدة والضغط النفسي، وحالات القلق  والتوتر العام والمخاوف  والآلام العضلية المتنوعة
والحالات الوسواسية واضطرابات الوظيفة الجنسية وغيرها.

## كلام الأطباء في الاسترخاء

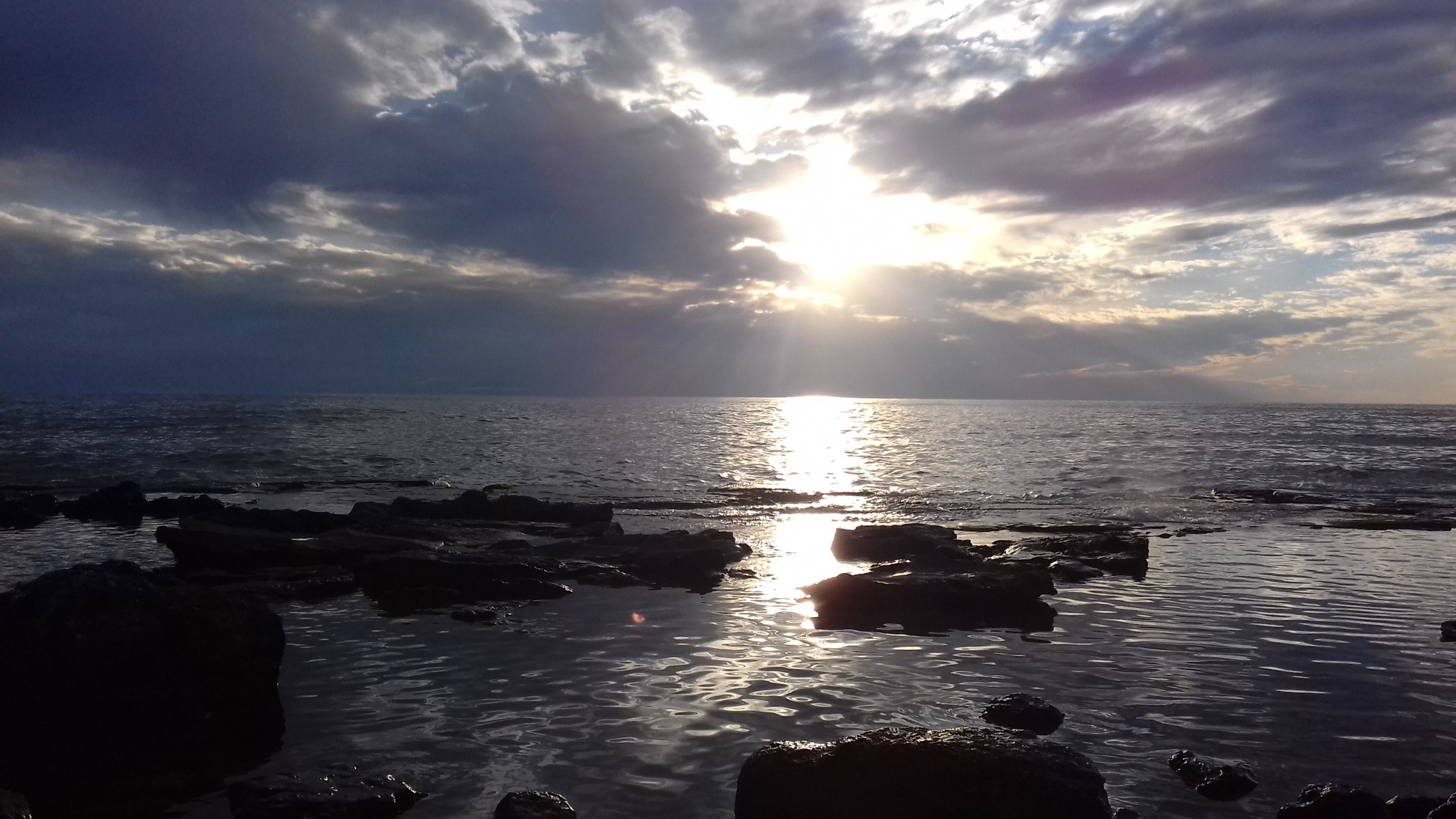
التأمل